# Plataforma (automóvil)
La plataforma de un automóvil es un conjunto de elementos comunes de diseño, ingeniería y esfuerzos de producción; así como de componentes principales que se ejecutan sobre una cantidad de modelos o tipos de autos aparentemente distintos, a veces de marcas diferentes pero algo relacionadas entre sí. Se practica en la industria automotriz para reducir los costos asociados con el desarrollo de productos al basar dichos productos en una cantidad más pequeña de plataformas. Esto además permite a las compañías crear modelos distintos desde el punto de vista del diseño bajo los mismos fundamentos.
Hoy en día, muchos de los modelos de automóviles se basan en una misma plataforma dentro de una empresa o grupo automotor, como sucede a menudo en los modelos de la misma clase o segmento dentro del mismo grupo, como por ejemplo el Volkswagen Golf, el Audi A3, el SEAT León y el Škoda Octavia del Grupo Volkswagen, que comparten todos la plataforma MQB.
|                                         |
| Volkswagen Golf VII 4 puertas hatchback |

|                     |
| Audi A3 8V cabriolé |

|                                   |
| SEAT León III 4 puertas hatchback |

|                                      |
| Škoda Octavia III 4 puertas con baúl |

## Definición y beneficios
Una definición básica de la plataforma de un automóvil, desde un punto de vista técnico, incluye: los bajos y la suspensión (incluyendo los ejes) donde los bajos se convierten en piso frontal, el suelo, el compartimiento del motor y el marco (refuerzo de los bajos del automóvil). Se incluyen entre los componentes mecánicos clave que definen una plataforma automotriz:
- La base, que sirve como fundación para el chasis y otros componentes mecánicos y estructurales
- Los ejes delantero y trasero y la distancia entre ellos, la batalla.
- El mecanismo de la dirección y el tipo de dirección asistida.
- El tipo de suspensión delantera y trasera.
- La ubicación y elección de motor y otros componentes del tren motriz.

El uso compartido de plataforma es un método de desarrollo de producto donde varios productos y la marca adjunta comparten los mismos componentes. El propósito del uso compartido de plataforma es reducir el costo y tener un proceso de desarrollo de producto más eficiente. Las compañías ganan con costos de adquisición reducidos al tomar ventaja de la naturaleza común entre los componentes. Sin embargo, esto también limita su habilidad para diferenciar los productos e impone un riesgo de perder la singularidad tangible del producto. Las compañías tienen que hacer un compromiso entre reducir sus costos de desarrollo y el grado de diferenciación de los productos. La dificultad de esta estrategia radica en saber diferenciar unos modelos de otros y en convencer al cliente de que, por ejemplo, un Audi A3 es realmente diferente de un Škoda Octavia o de un SEAT León.
En otros casos la plataforma de un vehículo puede ser «basada en» una plataforma existente, lo que aumenta el costo, pero no se acerca al costo de una plataforma totalmente nueva. Cambios crecientes en la distancia entre ejes y la longitud total son algunas de las alteraciones más sencillas, por lo que la producción de las versiones de cabina regular, cabina extendida y versiones de caja larga de un modelo de camioneta es relativamente fácil. La ubicación de los pilares de la puerta, cortafuegos y otros de los llamados «puntos duros» es menos negociable.

### Plataformas compartidas entre marcas
Una de las primeras compañías automotrices en utilizar este acercamiento de desarrollo de producto fue General Motors en 1908. GM usó un mismo chasis para cierta clase de modelo a través de la mayoría de sus marcas como Chevrolet, Buick, Pontiac y Oldsmobile. Después Chrysler Corporation usaría lo mismo para los carros Plymouth, DeSoto y Dodge. Ford siguió el mismo principio para Ford y Mercury en el mercado estadounidense. Tenían en común la unidad de chasis así como muchos componentes mecánicos compartidos mientras que el estilo exterior e interior era diseñado de acuerdo a su marca específica y categoría.

### Variantes de carrocería múltiple
En años recientes para los chasis mono-casco, el uso compartido de plataforma vehicular combinado con la tecnología de manufactura flexible le ha permitido a los fabricantes de automóviles reducir considerablemente los tiempos de desarrollo de producto y transición, mientras que el diseño y ensamble modulares permiten una mayor variedad de vehículos desde un juego básico de componentes desarrollados.
Muchos proveedores se refieren a esto como arquitectura de vehículo o producto. El concepto de arquitectura de producto es el esquema mediante el cual la función de un producto se dirige a componentes físicos.
El uso de una estrategia de plataforma entrega varios beneficios:
- Mayor flexibilidad entre plantas (la posibilidad de transferir producción de una planta a otra debido a la estandarización),
- Alcance de una reducción de costos a través del uso de recursos en una escala global,
- Uso de plantas incrementado (mayor productividad debido a la reducción de la cantidad de diferencias), y
- Reducción del número de plataformas como resultado de su ubicación en una base global.

La estrategia de plataforma compartida se ha vuelto importante en el desarrollo de nuevos productos y el proceso de innovación. Los productos terminados tienen que estar adecuados a las necesidades del mercado y demostrar peculiaridad a la vez que deben ser desarrolladas y producidas a bajo costo. Adoptar dicha estrategia afecta el proceso de desarrollo y también tiene un impacto en la estructura organizacional del fabricante. Una estrategia de plataforma además ofrece ventajas en el proceso de globalización para las firmas automotrices.
Ya que la mayoría del tiempo y del dinero de un fabricante de vehículos se gasta en el desarrollo de plataformas, el uso compartido de plataformas les permite a los manufacturadores la habilidad de cortar costos en investigación y desarrollo al dividir el costo de este en varias líneas de producto. Con esto, los fabricantes pueden ofrecer productos a un precio más bajo a sus consumidores. Adicionalmente, se incrementa la economía de escala así como el retorno de la inversión.

## Ejemplos

### Ejemplos tempranos
|             |
| Citroën 2CV |

|               |
| Citroën Dyane |

|               |
| Citroën Ami 6 |

|                |
| Citroën Méhari |

|                   |
| Volkswagen Beetle |

|                         |
| Volkswagen Karmann-Ghia |

Originalmente una "plataforma" era prácticamente un chasis compartido de un vehículo previamente desarrollado, como en el caso del chasis de la plataforma del Citroën 2CV para los Citroën Ami y Citroën Dyane, y el marco del Volkswagen Tipo 1 debajo del Volkswagen Karmann Ghia. Pero estos dos fabricantes hicieron una gran categoría de vehículos bajo el mismo diseño de chasis en años diferentes aunque el vehículo primario siguió en producción.
En los Estados Unidos, el uso compartido de plataformas ha sido una práctica común desde la década de 1960, cuando GM usó la misma plataforma en el desarrollo del Pontiac LeMans, el Buick Skylark, el Chevrolet Chevelle y el Oldsmobile Cutlass. 
En los años 1980, los autos K de Chrysler utilizaron todos una medalla con la letra "K" para indicar su plataforma compartida. En etapas posteriores, la plataforma "K" se extendió en batalla y se utilizó en varios modelos diferentes de la corporación. 
GM usó estrategias similares con su plataforma "J", que debutó a mediados de 1981 en las cuatro divisiones de GM. Después GM presentó sus carrocerías "A" para las mismas cuatro divisiones usando el mismo ancho de la banda de rodadura y batalla de la plataforma "X", pero con una carrocería más grande para aparentar mayor tamaño en los vehículos y con un maletero más grande. Fueron populares durante los años de 1980, principalmente. Incluso Cadillac comenzó a forecer un modelo con carrocería "J" llamado Cimarrón, una versión más retocada que los otros hermanos de plataforma de las otras cuatro marcas.
Una estrategia parecida se aplicó a lo que se conoce como la plataforma N-J-L, probablemente el esfuerzo más grande de GM hacia la creación de una plataforma. Una vez más, todas las divisiones de bajo nivel de GM ofrecieron varios modelos en esta plataforma en los años 1980 y hasta principios de los 1990. 
|                    |
| Opel Ascona C 1986 |

|                      |
| Pontiac Sunbird 1988 |

|                        |
| Cadillac Cimarron 1988 |

|               |
| Daewoo Espero |

### Años recientes
Los fabricantes japoneses han seguido la práctica del uso compartido de plataformas con la línea Acura de Honda, la marca Infiniti de Nissan y la marca Lexus de Toyota, pues sus modelos de lujo de nivel de entrada están basados en su alineación convencional. Por ejemplo, el Lexus ES es en esencia un Toyota Camry mejorado y reetiquetado.
Después de que Daimler-Benz comprara Chrysler, los ingenieros de Chrysler usaron varias plataformas Mercedes-Benz para nuevos modelos, como el Crossfire, que se basó en el SLK roadster de Mercedes. Otros modelos que comparten plataforma son el Ford Focus de segunda generación, el primer Mazda 3 y el Volvo S40 de segunda generación, bajo la plataforma C1 de Ford.
Las diferencias entre modelos compartidos típicamente son el estilo, entre los que se incluyen los faros, las luces traseras y las fascias delanteras y traseras. Entre los ejemplos también se manejan diferentes motores y tren motriz. Se puede dar el caso, como en el del Lexus ES, que es un Toyota Camry: "mismo carro, mismos planos, mismo esqueleto saliendo de la misma línea de ensamble en la misma fábrica", que, por estar el Lexus comercializado como premium en los concesionarios, tendría que pagar más impuestos en la mayoría de los países únicamente por tener una marca de mayor precio o lujo.
El uso compartido de plataforma puede ser menos notable hoy en día, sin embargo, todavía es muy aparente. Las arquitecturas vehiculares consisten de manera primaria en componentes "debajo de la piel" y las plataformas compartidas pueden relucir en lugares poco usuales, como en los compañeros de plataforma Nissan FM, el deportivo Nissan 350Z y el SUV Infiniti FX. Los compañeros de plataforma A de Volkswagen como el Audi TT de primera generación y el Volkswagen Golf IV también comparten muchos de sus componentes mecánicos pero lucen completamente diferentes. Tanto Grupo Volkswagen como Toyota Motor Corporation han tenido mucho éxito construyendo vehículos bien diferenciados de muchas marcas, desde las mismas plataformas.

## Ventajas
Manejo de inventario más fácil y pequeño para una cantidad de partes;
El uso compartido de plataformas permite un menor uso de partes para modelos de vehículos diferentes y, por lo tanto, la tarea de inventariarlas se reduce enormemente.
Costos de desarrollo más bajos
El uso compartido de plataformas le permite a los fabricantes cubrir muchos segmentos de mercado cuando se implementa una estrategia de plataforma compartida. Esto se puede ejemplificar con Ford en el caso de los Ford Explorer, Mercury Mountaineer y Lincoln Aviator. Son esencialmente el mismo, solo que son considerados vehículos de mercado masivo, casi lujo y lujo, respectivamente.
Calidad e innovación incrementada
Le permite a los fabricantes diseñar partes con menor variación. Un producto secundario de esto es una calidad mejorada, que resulta en una menor cantidad de defectos.
Estandarización global
Le permite a los fabricantes diseñar plataformas flexibles que pueden ser ajustadas a las necesidades específicas de determinado país sin comprometer la calidad. También permite estandarización de manufactura y logística mejorada.
Más variedad de productos
Permite a los fabricantes construir/diseñar productos diferenciados más rápido y barato. Esto es posible porque los costos de desarrollo originales de la plataforma ya se pagaron.

## Desventajas
Badge engineering
Los fabricantes que practican el uso compartido de plataformas tienen la habilidad de crear varios modelos basados en el mismo diseño, pero con diferentes nombres. Esto lleva al público a evadir ciertos modelos y a canibalización de ventas por parte de fabricantes y competencia con productos esencialmente similares. Este era el caso para los fabricantes de Estados Unidos a partir de la década de 1970, por ejemplo, los Chevrolet TrailBlazer, GMC Envoy, Buick Rainier, Saab 9-7X, Oldsmobile Bravada, y Isuzu Ascender.
Cambios incompatibles a plataformas
Los dos elementos de las plataformas son constantes o inconstantes. Si los elementos no constantes no están diseñados para integrarse fácilmente en los elementos constantes de la plataforma, se tienen que hacer cambios extensivos y caros para poder hacer compatibles de nuevo los elementos. No hacer esto cancela el propósito del uso compartido de plataforma pues incrementa el costo en vez de reducirlo.
Disolución de producto
El uso compartido de plataforma tiene la habilidad de ser usado en demasiados modelos. Sin embargo, en la mente de los consumidores, los productos pueden ser muy similares y productos más caros pueden ser percibidos como más baratos. Por ejemplo, el valor percibido de una marca de "lujo" puede no ser tan deseable si es demasiado similar a la versión para mercados masivos de la misma plataforma. De la misma manera, compartir plataforma puede incrementar el valor de los modelos económicos. Algunos ejemplos de vehículos de lujo que sufrieron por estar basados en plataformas económicas son el Cadillac Cimarron, el Chrysler TC por Maserati, el Maybach 57 y 62 y el Jaguar X-Type.
Tasa de concentración de riesgo de retiradas más alta.
La tendencia para un número más grande de retiradas se incrementa grandemente con el uso compartido de plataforma. Si se encuentra un defecto en un modelo y ese modelo comparte su plataforma con diez otros modelos, la retirada se agrandaría por diez, por lo tanto le costaría más tiempo y dinero arreglarlo al fabricante. Un ejemplo de problemas que se extendieron sobre plataformas y numerosas versiones de modelos fueron las retiradas de vehículos de Toyota de 2009-2011.